# Ann-Margret Fyregård

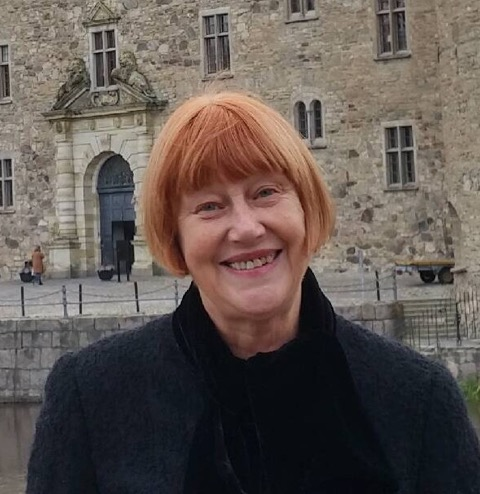
Ann-Margret Fyregård framför Örebro slott, den 8 maj 2019.

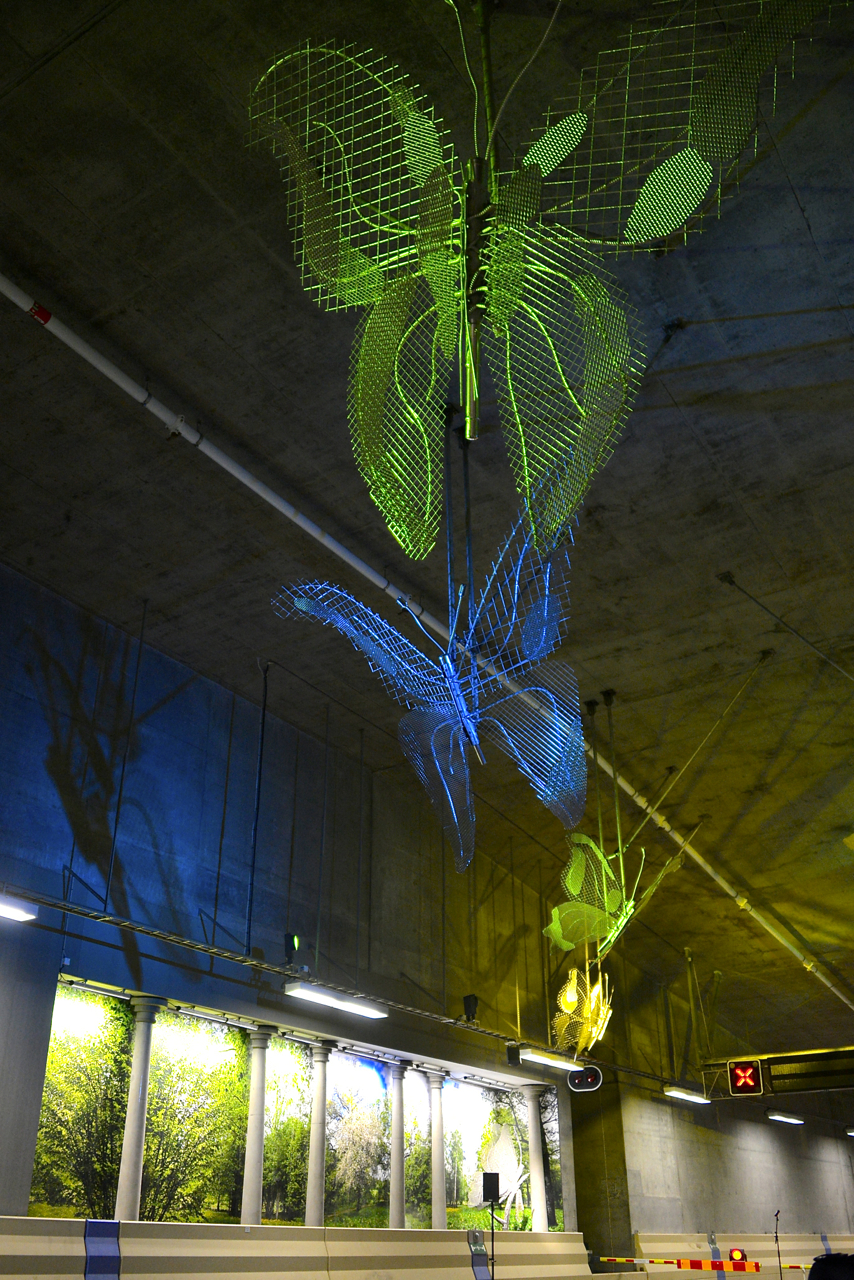
Ängen i Norra länken.

Ann-Margret Birgitta Fyregård Granath, född 10 oktober 1948 i Tranemo i Västergötland, är en svensk kostymdesigner och scenograf.
Ann-Margret Fyregård är verksam inom teater, opera, dans och utställningar sedan mitten av 1970-talet och har bland annat arbetat för Dramaten, Drottningholmsteatern, Kungliga Operan, Nationalmuseum och Malmöoperan. Hon har undervisat på Stockholms dramatiska högskola sedan 2007 som lektor i kostymdesign.
1997 skapade hon kostymerna till Nobelfestens divertissement. 
2014 invigdes Norra länken där hon skapat den konstnärliga gestaltningen för platsen Ängen.
Hon är styrelseledamot i stiftelsen TAMASI Foundation
Ann-Margret Fyregård var gift med skådespelaren Björn Granath från 1981 fram till hans död 2017. Paret har en dotter född 1983 och en son född 1986.

## Utmärkelser
2013 Hans Majestät Konungens medalj (8:e storleken i högblått band) - för framstående insatser som kostymtecknare och scenograf.

## Teater

### Scenografi och kostym
| År   | Produktion                            | Upphovsmän                                             | Regi                   | Teater                | Noter                 |
| ---- | ------------------------------------- | ------------------------------------------------------ | ---------------------- | --------------------- | --------------------- |
| 2001 | Rigoletto                             | Giuseppe Verdi                                         | Hilda Hellwig          | Kungliga Operan       | Kostym                |
| 2005 | Sultanens hemlighet alʼSultan al-hair | Tawfiq al-Hakim                                        | Eva Bergman            | Dramaten              | Kostym                |
| 2006 | John Gabriel Borkman                  | Henrik Ibsen                                           | Hilda Hellwig          | Dramaten              | Kostym                |
| 2006 | Kärlek och politik Kabale und Liebe   | Friedrich Schiller                                     | Hilda Hellwig          | Dramaten              | Kostym                |
| 2007 | Blanche och Marie                     | Per Olov Enquist                                       | Hilda Hellwig          | Dramaten              | Kostym                |
| 2008 | Onkel Vanja Дядя Ваня, Dyadya Vanya   | Anton Tjechov                                          | Hilda Hellwig          | Dramaten              | Kostym                |
| 2008 | Falstaff                              | Giuseppe Verdi                                         | Ann-Margret Pettersson | Kungliga Operan       | Kostym                |
| 2009 | I väntan på Godot En attendant Godot  | Samuel Beckett                                         | Henric Holmberg        | Göteborgs stadsteater | Scenografi och kostym |
| 2010 | Jerusalem 2010                        | Eva Bergman                                            | Eva Bergman            | Dramaten              | Kostym                |
| 2010 | Läderlappen                           | Johann Strauss den yngre                               | Ann-Margret Pettersson | Kungliga Operan       | Kostym                |
| 2013 | Hemligt äktenskap                     | Domenico Cimarosa                                      | Deda Christina Colonna | Drottningholmsteatern | Scenografi och kostym |
| 2014 | Gertrud                               | Hjalmar Söderberg                                      | John Caird             | Dramaten              | Kostym                |
| 2015 | Kvartett                              | Luca Francesconi                                       | Stefan Johansson       | Malmö Opera           | Kostym                |
| 2016 | Richard III                           | William Shakespeare Bearbetning Magnus Florin          | Björn Granath          | Södra teatern         | Scenografi och kostym |
| 2018 | Fanny och Alexander                   | Ingmar Bergman Bearbetning Stefan Larsson, Eva Bergman | Eva Bergman            | Göteborgs stadsteater | Kostym                |